# Sijie (köpinghuvudort i Kina, Yunnan Sheng, lat 24,17, long 102,71)
Sijie (kinesiska: 四街) är en köpinghuvudort i Kina. Den ligger i provinsen Yunnan, i den sydvästra delen av landet, omkring 100 kilometer söder om provinshuvudstaden Kunming. Antalet invånare är 44 797. Befolkningen består av 22 216 kvinnor och 22 581 män. Barn under 15 år utgör 19,0 %, vuxna 15-64 år 71 %, och äldre över 65 år 9,0 %.
Runt Sijie är det tätbefolkat, med 397 invånare per kvadratkilometer. Närmaste större samhälle är Hexi, 6,3 km väster om Sijie. Runt Sijie är det i huvudsak tätbebyggt.
Genomsnittlig årsnederbörd är 1 044 millimeter. Den regnigaste månaden är juni, med i genomsnitt 211 mm nederbörd, och den torraste är februari, med 12 mm nederbörd.